# Hales, Norfolk
Hales är en ort och civil parish i Storbritannien.   Den ligger i grevskapet Norfolk och riksdelen England, i den sydöstra delen av landet, 160 km nordost om huvudstaden London. Hales ligger 20 meter över havet och antalet invånare är 479.
Terrängen runt Hales är platt. Runt Hales är det tätbefolkat, med 308 invånare per kvadratkilometer. Närmaste större samhälle är Norwich, 18,4 km nordväst om Hales. Trakten runt Hales består till största delen av jordbruksmark.